# دبی مورگان
 دبی مورگان (انگلیسی: Debbi Morgan؛ زادهٔ ۲۰ سپتامبر ۱۹۵۶) هنرپیشه اهل ایالات متحده آمریکا است. وی از سال ۱۹۷۱ میلادی تاکنون مشغول فعالیت بوده است. از فیلم‌های معروف او می‌توان به بازی در مربی کارتر اشاره کرد.